# بليغة (اسم)
بليغة هو اسم علم مؤنث من أصل عربي، ومعناه هو الغريبة النادرة من كل شيء.

## وصلات خارجية
- موسوعة السلطان قابوس لأسماء العرب